# Université Mohammed-V de Rabat
Pour les articles homonymes, voir Université Mohammed V.
L'université Mohammed V de Rabat (UM5), est une université publique marocaine située à Rabat. Inaugurée officiellement par le roi Mohammed V, le 21 décembre 1957. Elle est classée meilleure université au Maroc.   
En 1994-1995, elle s'est divisée en deux universités indépendantes – l'université Mohammed V - Agdal, dans le quartier Agdal et l'université Mohammed V - Souissi sur le campus d'Al Irfane. Le 1er septembre 2014, celles-ci fusionnent pour redonner naissance à l'université Mohammed V de Rabat.
Elle est classée 22e dans le classement régional 2016 des universités arabes (U.S.News & World Report).

## Histoire
Créée à l'aube de l'indépendance, l'université Mohammed V visait  la formation des futurs cadres du Maroc de même que le regroupement des établissements d'enseignements créés durant la période du protectorat. Elle a parrainé, durant plusieurs années et jusque vers 1975, les établissements d’enseignement supérieur de plusieurs villes marocaines comme Fès, Tétouan, Tanger, Kénitra et Casablanca, qui disposent actuellement d'universités. En 1992, l'université Mohammed V a été coupé en deux universités : université Mohammed V Agdal et université Mohammed V Souissi. L'université Mohammed V Agdal a existé pendant 22 ans avant d'être fusionné avec l'université Mohammed V Souissi le 1er septembre 2014 pour faire renaître l'université Mohammed V de Rabat.

## Missions
Selon la loi marocaine no 01-00 portant sur organisation de l'enseignement supérieur, l'université Mohammed V avait pour rôle :
- la contribution au renforcement de l'identité islamique et nationale.
- la formation initiale et la formation continue.
- le développement et la diffusion du savoir, de la connaissance et de la culture.
- la préparation des jeunes à l'insertion dans la vie active notamment par le développement des savoir-faire.
- la recherche scientifique et technologique.
- la réalisation d'expertises.
- la contribution au développement global du pays.
- la contribution à la promotion des valeurs universelles.

## Établissements

### Sciences et techniques
- École supérieure de technologie de Salé (EST Salé)
- Faculté des sciences de Rabat (FSR)
- Institut scientifique (IS)
- Institut universitaire de la recherche scientifique (IURS)

### Ingénierie
- École Mohammadia d'ingénieurs (EMI)
- École nationale supérieure d'informatique et d'analyse des systèmes (ENSIAS)
- École nationale supérieure d'arts et métiers (ENSAM)

### Sciences de la santé
- Faculté de médecine dentaire (FMD)
- Faculté de médecine et de pharmacie (FMP)

### Sciences de l'éducation, sciences humaines et sociales
- École normale supérieure (ENS)

- Faculté des lettres et des sciences humaines de Rabat (FLSH)
- Faculté des sciences de l'éducation (FSE)
- Institut des études africaines (IAE)
- Institut des études hispano-lusophone (IEHL)
- Institut d'études et de recherches pour l'arabisation (IERA)

### Sciences juridiques, économiques et de gestion
- École supérieure de technologie de Salé (EST Salé)
- Faculté des sciences juridiques, économiques et sociales - Agdal (FSJES-Agdal)
- Faculté des sciences juridiques, économiques et sociales de Salé (FSJES-Salé)
- Faculté des sciences juridiques, économiques et sociales Souissi (FSJES-Souissi)

### Centres
- Centre d’accueil, d’information, d’orientation et de suivi (CAIOS)
- Centre Médico-Social
- Digital Learning Center
- Centre de l'entrepreneuriat
- Centre universitaire de formation et d’expertise (CUFE)
- Centre de Ressources linguistiques

## Personnalités liées à l'université

### Présidents de l'université Mohamed V de Rabat depuis 1958
- Mohamed El Fassi - président de l'université entre 1958 et 1978[4]
- Abdelatif Ben Abdeljlil - président de l'université entre 1978 et 1997[5],[6]
- Abdellah Al Masslout - doyen de l'université entre 1992 et 1997[7],[8]
- Abdelouahed Belkziz - président de l'université entre 1997 et 2000
- Sidi Mohammed Tahar Alaoui - président de l'université entre 1997 et 2002
- Hafid Boutaleb - président de l'université Mohammed V Agdal entre 2002 et 2010[9]
- Taib Chkili - président de l'université Mohammed V Souissi entre 2002 et 2010[10]
- Radouane Mrabet - président de l'université Mohammed V Souissi entre 2011 et août 2014[11]
- Wail Benjelloun - président de l'université Mohammed V Agdal entre 2010 et 2014[12],[9],[13],[10]
- Saaïd Amzazi - président de l'université entre 2015 et 2018
- Mohammed Rhachi - président de l'université depuis 2018[14]

### Professeurs
- Germain Ayache, membre du Parti communiste du Maroc et professeur à la faculté des lettres et sciences humaines de l'université Mohammed V[15].
- Mohamed Aziz Lahbabi, philosophe, intellectuel, romancier et poète ⁣⁣marocain⁣⁣, candidat pour le prix Nobel de littérature[16].
- Abdelhadi Boutaleb, professeur de droit à l'université Mohammed V de Rabat.
- Jean Deschamps, professeur de chimie à la faculté des sciences de Rabat.
- Driss Khalil, professeur à l’université Mohammed V de Rabat et membre du bureau de l’Union Mondiale des Académies[17].
- Mahdi Elmandjra, professeur, diplomate, futurologue et écrivain marocain en sciences humaines et sociales[18],[19],[20],[21].
- Abdallah Laroui, universitaire, historien, islamologue et romancier marocain[22].
- Abdellatif Berbiche, médecin, maitre de conférences agrégé en médecine et ancien ambassadeur du Maroc en Algérie[23],[15],[24],[25],[26],[27].
- Brahim Boutaleb, professeur d’histoire contemporaine à l’université Mohammed V de Rabat et député de la ville de Fès de 1977 à 1983.
- Mohammed Habib Sinaceur, homme politique marocain, professeur universitaire, dirigeant de l'USFP.
- Ali Oumlil, philosophe, penseur, militant des droits de l'homme, diplomate et personnalité politique marocain.
- Abdelmalek Jeddaoui, ingénieur chimiste, professeur à la faculté des sciences de Rabat (1971-1981) et ambassadeur du Maroc en Russie[28].
- Abdelaziz Benjelloun, juriste marocain. professeur de droit à l'université Mohammed V de Rabat, il a été président du Conseil constitutionnel.
- Fatima Mernissi, universitaire, sociologue et féministe marocaine.
- Mohammed Miftah, professeur à la faculté des lettres et sciences humaines de l'université de Rabat[29],[5].
- Fathallah Oualalou, économiste et homme politique marocain, ancien ministre de l'Économie et des Finances.
- Hamza Kettani, homme politique marocain affilié au parti de l'Union constitutionnelle et maître de conférences à l'université Mohammed V de Rabat.
- Ahmed Toufiq, ancien directeur de la Bibliothèque nationale du royaume du Maroc et ministre marocain des Habous et des Affaires islamiques.
- Abdeltif Menouni, homme politique, juriste et constitutionnaliste marocain, professeur titulaire de chaire à la faculté de droit l'UM5 depuis 1969[30].
- Abdelmajid Benjelloun, écrivain, poète et historien marocain, Il a été enseignant à la faculté de droit de Rabat de 1976 jusqu’en août 2005[21].
- Malika Assimi, poétesse marocaine.
- Tajeddine El Husseini, professeur de droit international à l'université Mohammed V de Rabat.
- Driss Benali, économiste, chercheur et professeur à l’université Mohammed V de Rabat[31].
- Abdelkader Fassi Fehri, linguiste et expert international, enseignant-chercheur en linguistique est président de l'Association Linguistique au Maroc.
- Omar Azziman, avocat, universitaire et conseiller royal marocain, professeur à la faculté de droit de l'université Mohammed V de Rabat[32],[33].
- Bensalem Himmich, professeur marocain de philosophie à l'université Mohammed V de Rabat et ministre de la Culture de 2009 à 2012.
- Larbi Jaïdi, professeur à l’université Mohammed V-Agdal et ancien conseiller du Premier ministre et du ministre de l’Économie et des finances[34],[35].
- Zakia Iraqui Sinaceur, linguiste, professeur universitaire et présidente de l’association marocaine du patrimoine linguistique[36],[37].
- Abderrahmane El Moudden, professeur assistant à la faculté des lettres et des Sciences Humaines de Rabat[23].
- Omar Kettani, économiste et professeur à l’université Mohammed V de Rabat.
- Hassan Aourid, professeur de sciences politiques à l'université Mohammed V de 1995 à 1999[38].
- Nizar Baraka, économiste, et homme politique marocain, ministre et secrétaire général du Parti de l'Istiqlal depuis 2017.
- Mouna Cherkaoui, professeur à l’université Mohamed V Agdal et membre du conseil d’administration du Forum pour la recherche économique[39].
- Abderrahim Benhadda, ancien doyen de la faculté des lettres et des sciences humaines de l'Université Mohammed V.

### Étudiants
Parmi les anciens étudiants célèbres de l'université :
- Mohamed Abed Al-Jabri : académicien et philosophe marocain ; il est diplômé de l'université avec une licence en philosophie en 1967 et un doctorat en 1970[40].
- Mohamed El Yazghi : avocat et homme politique marocain, ancien Premier secrétaire de l'union socialiste des forces populaires et l'un des fondateurs de l'Association marocaine des droits humains.
- Omar Benjellloun: idéologue, syndicaliste, ingénieur, avocat et journaliste marocain.
- Mohamed Bouzoubaâ : avocat et député, a été ministre de la Justice dans le gouvernement Jettou I et Ii du 11 novembre 2002  jusqu'à octobre 2007.
- Mehdi Ben Bouchta : magistrat et homme politique marocain, il a été président de la Chambre des représentants en succédant à Abdelhadi Boutaleb.
- Abbas El Fassi : avocat et ancien secrétaire général du parti de l'istiqlal, il est premier ministre du 19 septembre 2007 au 29 novembre 2011[41].
- Abdellatif Laâbi : poète, écrivain et traducteur marocain. Il reçoit le prix Goncourt de la poésie le 1er décembre 2009.
- Malika Assimi : poétesse marocaine.
- Mohammed Achaari : écrivain, homme politique affilié à l'Union socialiste des forces populaires et ministre de la Culture de mars 1998 à 2007.
- Abdelillah Benkirane : entrepreneur, universitaire et homme d'État⁣⁣ marocain, membre du Parti de la justice et du développement. Il est chef du gouvernement du 29 novembre 2011 au 5 avril 2017.
- Saad Dine El Otmani : psychiatre, homme d'État marocain, chef du gouvernement du Maroc du 5 avril 2017 au 7 octobre 2021.
- Mohammed Noureddine Affaya : universitaire et penseur marocain.
- Nabila Mounib : secrétaire générale du Parti socialiste unifié.
- Mohammed VI : roi du Maroc.
- Rafik Abdessalem : ministre tunisien des Affaires étrangères sous le gouvernement de Hamadi Jebali, obtient une licence en philosophie[42].
- Laila Lalami : romancière marocaine travaillant actuellement aux États-Unis, finaliste du prix Pulitzer en 2015 pour The Moor's Account (en), un roman de fiction sur la personnalité historique Estevanico, le premier explorateur noir de l'Amérique du Nord et l'un des quatre survivants de l'expédition Narváez en 1527.
- Nasser Bourita : diplomate marocain et ministre des Affaires étrangères, de la Coopération africaine et des Marocains résidant à l’étranger.
- Rachid ben El-Hassan Alaoui : prince marocain.
- Nouzha Bouchareb : ministre marocaine.
- Hatim Aznague: activiste du climat et negotiateur du Royaume Marocain auprès de La Conférence des Parties (COP) sous a convention-cadre des Nations unies sur les changements climatiques (CCNUCC)[43].
- Aziz El Badraoui : homme d'affaires marocain[1]
- Fatima-Zahra Mansouri : ministre de l’Aménagement du territoire national, de l’urbanisme, de l’habitat et de la politique de la ville.
- Khadija El Kamouny : ingénieure et docteure marocaine, elle fait partie des 35 membres de la Commission spéciale du modèle de développement.
- Abdel El Manira :  neuroscientifique maroco-suédois.

Antenne de Casablanca (jusqu'en 1975) :
- Badia Skalli : femme politique et députée marocaine[44].

## Gouvernance

### Pôle secrétariat général
- Service des ressources humaines
- Service des affaires financières
- Service des affaires générales
- Service des affaires juridiques et institutionnelles

### Pôle gouvernance et système d’information
- Service du contrôle de gestion
- Service de la qualité et du développement durable
- Service de l'infrastructure et des réseaux
- Service de la sécurité informatique
- Service des études et développement

### Pôle patrimoine et développement durable
- Service du patrimoine Immobilier :
  - Sous-service du schéma directeur et la construction
  - Sous-service de la maintenance et la logistique
- Service de développement durable

## Recherche

### Structures de recherche
L'université Mohammed V a lancé une restructuration de la recherche en 2017 qui a abouti à l'accréditation de:
19 centres de recherche, 11 laboratoires de recherche et 22 équipes de recherche.
| centres de recherche | laboratoires de recherche | équipes de recherche |
| Centres en sciences | Laboratoire en sciences de la vie et de la santé | Équipes en sciences de la vie et de la santé |
| --- | --- | --- |
| 1. Centre des Sciences des Matériaux (CSM) 2. Centre de Recherches Mathématiques et Applications de Rabat (CEREMAR) 3. Centre de Recherche en Énergie (CRE) 4. Centre de Biotechnologies Végétale et Microbienne, Biodiversité et Environnement (BIOBIO) 5. Geophysics, Natural Patrimony and Green Chemistry Center (GEOPAC) 6. Centre Eau, Ressources Naturelles, Environnement et Développement Durable (CERNE) | 1. Laboratoire de bio statistique, recherche clinique et épidémiologie | 1. Équipe de recherche en immuno-pathologie 2. Équipe Biochimie clinique, métabolique et moléculaire 3. Équipe Nutrition gastroenterology and metabolicdiseases 4. Équipe de recherche en cytogénétique et culture cellulaire 5. Équipe de recherche nouvelles techniques de radiothérapie, amélioration des résultats thérapeutiques et de qualité de vie 6. Équipe de recherche en oncologie translationnelle 7. Équipe de recherche de psychiatrie, psychologie médicale et histoire de la médecine 8. Équipe de recherche en exploration fonctionnelle respiratoire |
| Centres en ingénierie | Laboratoires en sciences | Équipes en sciences |
| 1. Engineering for Smart & Sustainable Systems Research Center 2. Centre d’Ingénierie Civil, Eau, Environnement, Géosciences (CICEEG) 3. Rabat Information Technology Center (RITC) 4. Centre de Recherche en Sciences et Technologies de l'Ingénieur et de la Santé (CRSTI) | 1. Laboratoire de matière condensée et sciences interdisciplinaires 2. Laboratoire conception et systèmes | 1. Équipe Physique des hautes énergies- modélisation et simulation 2. Équipe d’informatique, mathématiques appliquées, intelligence artificielle et reconnaissance de formes 3. Équipe Algorithms, networks, intelligent systems and software engineering 4. Équipe Intelligent processing and security of systems 5. Équipe de science de la matière et du rayonnement |
| Centre en sciences de la vie et de la santé | Laboratoires en sciences Humaines et Sociales | Équipes en Ingénierie |
| 1. Centre de Biotechnologie Médicale et Innovation (BIO-INOVA) 2. Centre de Génomique de Pathologies Humaines (GENOPATH) 3. Centre de recherche des Sciences des Médicaments (CRSM) | 1. Laboratoire ingénierie du tourisme, patrimoine et développement durable des territoires 2. Laboratoire histoire, espace, société et culture 3. Laboratoire linguistique, aménagement des langues et terminologie 4. Laboratoire d’études en droit, droit religieux et économie 5. Laboratoire d’études et de recherche en droit public et sciences politiques 6. Laboratoire finance entrepreneuriat et développement 7. Laboratoire d’études et de recherches juridiques et politiques 8. Laboratoire de recherche en management des organisations, droit des affaires et développement durable | 1. Équipe de recherche génie mécanique et énergétique: modélisation et expérimentation, 2. Équipe Qualité sécurité maintenance 3. Équipe Modélisation des systèmes énergétiques, des matériaux et structures mécaniques, et des procédés industriels 4. Materials, energy and acoustics team |
| Centres en sciences humaines et sociales | | Équipes en sciences humaines et sociales |
| 1. Centre Homme, Langues, Civilisations et Religions (HLCR) 2. Centre Homme Espace et Société (HES) 3. Centre Langues Littératures Arts et Sociétés (2LAS) 4. Centre Science Interdisciplinaire des Sciences de l'Éducation (CISE) 5. Centre Interdisciplinaire de Recherche en Performance et Compétitivité (CIRPEC) 6. Centre des Études Stratégiques en Droit Économie et Gestion (CESDEG)                      | | 1. Équipe Gouvernance de l'Afrique et du moyen –orient 2. Équipe de recherche droit de l'environnement, politique publique et développement durable 3. Équipe de recherche interdisciplinaire sur l'Afrique 4. Équipe de recherches sur les politiques africaines 5. Equipo pluridisciplinar de investigacion sobre el mundohispanico y lusofono |

En 2021, le budget annuel de recherche scientifique de l'université s'élevait à 90 millions de dirhams. En moyenne, l'université consacre 20 % de son budget à ce domaine.

## Formation continue diplômante

### Certificat de l’université
Un certificat de l’université en formation continue est un cursus incluant un volume horaire de 50 à 180 heures en présentiel entre enseignement théorique, pratique (y compris ateliers, séminaires, participation aux congrès) et un travail personnel évalué du participant.

#### FSJES Agdal
1. Finance Pour Non Financiers[51]
2. Maîtrise de la Comptabilité des Entreprises
3. Responsabilité Sociale des organisations et Développement Durable
4. Droit du travail parlementaire[52]
5. Les Fondamentaux du droit

### Diplôme
Un diplôme d’université en formation continue est un cursus comprenant un volume horaire de 200 à 300 heures en présentiel entre enseignement théorique, pratique (y compris ateliers, séminaires, participation aux congrès), un stage pratique et un travail personnel évalué du participant.

## Conventions
L'Université Mohammed-V de Rabat dispose d'un réseau important d'universités partenaires dans le monde parmi lesquelles on trouve.

## Galerie

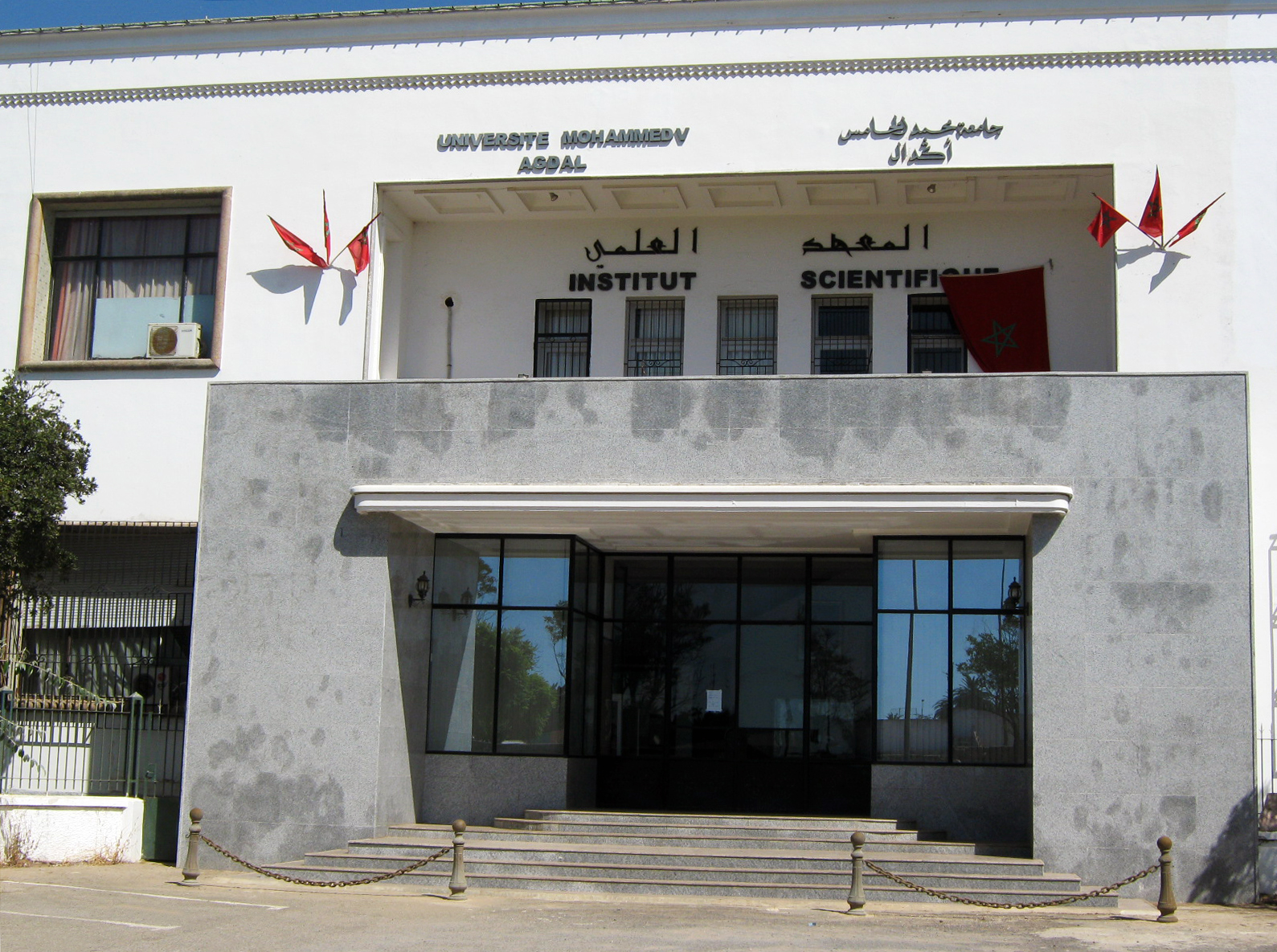
Institut scientifique de Rabat